# ロブ・ポールセン
ロブ・ポールセン（Rob Paulsen、1956年3月11日 - ）は、アメリカ合衆国の男性声優。代表作は『ミュータント・タートルズ』（ラファエロ※1987年度版）、『アニマニアックス』（ヤッコ）、『ピンキー&ブレイン』（ピンキー）など。グランド・ブランク・コミュニティー高校卒。ロブ・ポールソン(Rob Paulson)と表記されることもある。
ヤッコ役およびピンキー役が評価され、2度デイタイム・エミー賞を受賞し、アニー賞も受賞した。1999年のアニメ映画『Wakko's Wish』では、ヤッコ以外に Dr. スクラッチャンスニフを演じた。『リトル・マーメイドII Return to The Sea』ではエリック王子の声を当てた。
今までに250以上の異なるアニメキャラクターを演じ、1000以上のコマーシャルで声を当ててきたポールセンは、アニメ映画では助演を務めることもある。

## 人物
ミシガン州デトロイト生まれのグランド・ブランク(en:Grand Blanc, Michigan)育ち。妻パリッシュ・トッドとの間に一人息子がいる。幼少期から思春期まで聖歌隊に参加し、グラマー・スクールの舞台に上がり始める。しかし、 彼はデトロイト・レッドウィングスのゴーディ・ハウにあこがれ、演劇の才能を二の次とし、一番の夢はプロのホッケー選手となることだった。1981年『小さな森の精 あいあむ!スマーフ』のエキストラで、声優としてデビューした。数年後、 『地上最強のエキスパートチーム G.I.ジョー』や『The Snorks』と言った作品で脇役を演じるようになり、テレビシリーズ『星銃士ビスマルク』では リチャード・ランスロットを演じた。このキャラクターはポールセンの演技力もあって、ある種のカルト信者を生み出した。
1983年にEyes of Fireで俳優としてデビューして以来（なお、このころからテレビドラマ『チアーズ』のアナウンスも行った）、1980年代のポールセンは 『ボディ・ダブル』、『スチュワーデス・アカデミー』、『Warlock』と言った実写映画、『冒険野郎マクガイバー』や『en:St. Elsewhere』と言ったテレビ番組への出演もあった。なお、インタビューにおいてポールセンは 『ボディ・ダブル』の演技に満足しなかったらしく、息子（このときはまだとても幼かった）に見てほしくないとした。
1987年より『ミュータント・タートルズ』で初のメインキャラクターとなるラファエロの役を演じた。
1990年代初期、ポールセンは実写映画への出演を控えテレビアニメやCMアナウンスに専念した。1993年『マイティ・マックス』と『マスク・アニメーション』で主役のキャラクターを演じた。また、この年ABCのテレビシリーズ『ソニック・ザ・ヘッジホッグ』に"Antoine D'Coolette" 役で出演。1995年にはスーパーヒーローアニメ『The Tick』のアーサー（羽の生えたガのコスチュームを着た頼りない会計士）を演じた。
ホンダのテレビ・ラジオCMにおいて「Mr. Opportunity」の声を当て、『Buffalo Dick's Radio Ranch』のアナウンスや、西海岸の食料品チェーン店Lucky Storesのスポークスマンは、1998年にその企業がAlbertsonsに買収されるまで続けた。しかし、これより有名なのはGot Milk?キャンペーンCMで、1993年に公開された『Who Shot Alexander Hamilton?』によりGot Milk?は大成功をおさめた。ポールセンは最も人気のあるコマーシャル声優として名を残し続けている。現在はカナダのMini-Wheatsのテーマソングを歌っている。シカゴのテレビステーションでのインタビューにおいて、 ポールセンは自身を俳優になると決めた歌手と称した。
また、ポールセンは長期にわたって チャリティ団体を支援し、がん検査の寄付もしている。
青少年のためのプログラムである GOALmodelsへの仕事も多く、発達障害児のためのプログラム Camp Will-A-Wayのスポンサーの一人である。1995年から1997年半ばまでタコベルの児童向け食品のコマーシャルでイヌのキャラクターの声を当てた。なお、このとき相方である猫のキャラクター「ナチョ」の声を当てたのはエディ・ディーゼン。

## 出演作品

### テレビアニメ
- アニマニアックス（ヤッコ・ワーナー、Dr. スクラッチャンスニフ、ピンキー、他）
  - ピンキー&ブレイン（ピンキー）
- アメリカン・ドラゴン（男の子）
- アラジンの大冒険（ワーム）
- Oops!フェアリーペアレンツ（マーク, Happy Peppy Gary, King Grippulon, Bucky McBadbat、他）
- おたすけマニー Handy Manny (2006) - Fast Eddie
- ガーゴイルズ（ヘリオス）
- キム・ポッシブル（アナウンス）
- キャプテン・プラネット（役名表記無し）
- KND ハチャメチャ大作戦（ロビンフード）
- ザ・バットマン（子供）
- サムライジャック（高い声の男、警察官1、他）
- ザ・リプレイス 大人とりかえ作戦（Fabian Le'Tool, Master Craig, Hiram Smeck, Mr. Vanderbosh）
- ジミー・ニュートロン 僕は天才発明家!（カール、ブッチ）
- ジャスティス・リーグ（ライトレイ）
- ジャッキー・チェン・アドベンチャー（魔術師2）
- スパイダーマン（モリス（モリー）・ベンチ/ハイドロマン）
- 星銃士ビスマルク（リチャード・ランスロット
- ソニック・ザ・ヘッジホッグ (1993) （Antoine D'Coolette)
- タイム・スクアッド (Buck Tuddrussel)
- タイニー・トゥーンズ（コンコルド・コンドル、アーノルド・ザ・ピットブル、他）
- 戦え!超ロボット生命体トランスフォーマー（スリング、エアーライダー）
  - 戦え!超ロボット生命体トランスフォーマー2010（スリング、エアーライダー）
  - トランスフォーマー ザ・リバース（ファーストレーン、チェイス、ヘイワイアー）
- ダック・ドジャース（船長）
- ダックにおまかせ ダークウィング・ダック（スティールビーク）
- ダニー・ファントム（ジャック、他）
- 小さな森の精 あいあむ!スマーフ（役名表記無し）
- 地上最強のエキスパートチーム G.I.ジョー（トリップワイヤー、スノージョブ）
- ディズニー劇場 ガミー・ベアの冒険(1985-1991) – ガスト
- ミュータント・タートルズ(1987年版)（ラファエロ（シーズン3、5、10を除く）、ザック）
- ミュータント・タートルズ(2012年版)（ドナテロ、メタルヘッド、スピードデーモン）
- ティーン・タイタンズ（ニュウフの神様、テレビの司会）
- デクスターズラボ（グローリー少佐）
- ドックはおもちゃドクター（カービー伯爵）
- トムとジェリーキッズ（ピエロ）
- Hi Hi Puffy AmiYumi（アチャ、アナウンス）
- バイカーマイス（スロットル）
- ハウス・オブ・マウス（ホセ・キャリオカ）
- パパはグーフィー（PJ）
- パワーパフガールズ（ブリック・ブーマー、メイジャー・グローリー）
- バーバリアン・デイブ （Malsquando）
- ビリー&マンディ（男2）
- ブーンドックス（美術教師）
- フォスターズ・ホーム
- フィリックス（ポインデクスター※Space Caseのみ） 
  - ベイビーフィリックス（ポインデクスター）
- ブランディ アンド Mr.ウィスカーズ（ピューマ、猿1、ラジオの声、ヘリコプターのパイロット）
- ヘラクレス（オルフェウス）
- ヘルボーイ アニメイテッド ブラッド・アンド・アイアン（シドニー・リーチ）
- ベン10（ディトー）
  - ベン10 エイリアンフォース（エイリアン・パイロット）
- マイティ・マックス（マイティ・マックス）
- マスク・アニメーション（スタンリー・イプキス/マスク）
- ライオン・キングのティモンとプンバァ（バンザイ）
- リロ&スティッチ ザ・シリーズ（試作品625号、コンピューター）
  - リロイ&スティッチ（ルーベン（試作品625号））
- ルーナティクス・アンリーシュド（レブ・ランナー）
- わんぱくダック夢冒険（グラッドストーン・ギャンダー）
- Bump in the night (1994-1996) Squishington
- Channel Umptee-3 (1997-1998) - Ogden Ostrich
- The Snorks - Corky
- en:The Tick - Arthur
- The New Woody Woodpecker Show(Dapper Denver Dooley, Gunther, Woodrow Woodpecker, Captain Redwood, Pibbley, Willy Walrus, Rutty the Gopher, Carl Castaway, Piff Puff他)
- en:Catscratch (2005-2007) - Gordon
- K10C: Kids Ten Commandments Zeek & Joshua
- Tak and the Power of Juju (2007-) Party Juju, Judge Juju, Gillbert
- Power Eons: Super Legends - Demeon (Ninja Storm)
- en:Coconut Fred's Fruit Salad Island (2005-2006) - Coconut Fred
- Danger Rangers - Squeeky

### 劇場版アニメ
- アントブリー（ビートル）
- 紅の豚（役名表記無し）
- グーフィー・ムービー ホリデーは最高!!（PJ）
- スペース・ファミリー ジェットソンズ（役名表記無し）
- Eyes of Fire (1983)
- Rainbow Brite and the Star Stealer (1985)
- The Little Troll Prince (1985) – Borch #1
- プレーンズ

### OVA
- アラジン完結編 盗賊王の伝説（ハモール、盗賊）
- きつねと猟犬2 トッドとコッパーの大冒険（チーフ）
- グリーンガリー2
- G.I.ジョー ザ・ムービー（スノージョブ）
- 史上最強のグーフィー・ムービー Xゲームで大パニック（PJ）
- シンデレラII（ジャック、Grand Duke, Baker, Sir Hugh, Bert、花屋）
- シンデレラIII 戻された時計の針（ジャック、Grand Duke,Bishop）
- スティッチ!ザ・ムービー（試作品625号）
- ティンカー・ベル（ボブル）
- トムとジェリー 火星へ行く（コンピューター）
- バットマン ゴッサムナイト（サルバトーレ・マローニ）
- パワーパフガールズ・ザ・ムービー（ホッタ・ウォーター）
- バンビ2 森のプリンス（クマ）
- ピーター・パン2 ネバーランドの秘密（海賊ラスティ）
- 101匹わんちゃんII パッチのはじめての冒険
- フィリックス・ザ・キャット ムービー（ポインデクスター）
- フィリックス・ザ・キャット フィリックスのクリスマスを救え!（ポインデクスター）
- ミッキー、ドナルド、グーフィーの三銃士（トルバドール）
- リトルフット アイス・フリーズ（スパイク）
- リトルフット 海への大冒険（スパイク）
- リトル・マーメイドII Return to The Sea（エリック）
- リトル・マーメイドIII はじまりの物語（インク・スポット& スイフティ）
- Wakko's Wish（ヤッコ・ワーナー、Dr. スクラッチャンスニフ、ピンキー）
- わんわん物語II（オーティス）
- en:Tiny Toon Adventures: How I Spent My Vacation ( Banjo Possom, Mr. Hitcher, & Johnny Pew)
- en:The Happy Elf (2005)
- en:The Haunted World of El Superbeasto- El Gato a.k.a. Col. Hans Wolfburger

### ゲーム
- スクービー・ドゥー2 モンスター パニック（黒騎士ゴースト）
- 大乱闘スマッシュブラザーズX（グレイ・フォックス）
- ファイナルファンタジーX-2（トーブリ、リアン）
- メタルギアソリッド ザ・ツインスネークス（グレイ・フォックス）
- ミュータント タートルズ:シュレッダーの復讐（ラファエロ）

### 映画
- 親指ゴッドファーザー（ミッキーの声、オペレーターの声）
- 帰ってきたエルヴァイラ（エイドリアンの声）
- きわめて純情デート（ジョン）
- スチュワーデス・アカデミー（ラリー）
- テキサスSWAT（フェスティバルの男）
- フリー・ウィリー2（ダガールのクルー2）
- ボディ・ダブル（カメラマン）
- マネキン（警官4）
- マグノリアの花たち（出前の男）
- ワーロック（ガソリンスタンドの店員）
- セクシーキャンパス美女旋風 Hamburger: The Motion Picture（1986年） - 警備員

### テレビ映画
- 親指スター・ウォーズ（ウビ＝ドゥビ・ベノビの声、トルーパーの声）
- 親指タイタニック（ミスター・プリクルの声、バーテンダーの声）

### ビデオ映画
- コミックブック・ザ・ムービー（本人役）

### テレビドラマ
- チアーズ （アナウンサー）

### テレビ番組
- Funniest Pets & People（ナレーター）

### 吹き替え
- 僕は、パリに恋をする（スネークマン）

### その他
- アニマニアックス・ライブ!（本人出演）
- en:Jimmy Neutron's Nicktoon Blast (2003) （カール）
- ホンダ（テレビCMナレーション）